# 岩尾正隆
岩尾 正隆（いわお まさたか、1942年〈昭和17年〉12月20日 - ）は、日本の俳優である。和歌山県出身。狼プロ所属。

## 来歴・人物
東映京都の大部屋出身で、川谷拓三・志賀勝ら東映の大部屋俳優で構成されたピラニア軍団の一員。強面で大きい顔、上背もありながら横幅もある厳つい体格を活かし、数々のヤクザ映画に悪役・殺され役として出演したが、実生活でも酒による喧嘩がもとで、何度となく留置場に入れられている。
短い出演シーンながら強烈なインパクトを残すヤクザ役をはじめ小悪党や、時代劇の用心棒や浪人、さらには現代劇の刑事役などを演じる機会も多い。特に『仁義なき戦い 頂上作戦』での演技は井筒和幸に衝撃を与え、井筒は「プロになったら、絶対この人に出てもらおう」と思っていた。後に岩尾は井筒の『二代目はクリスチャン』に出演している。

## 出演

### 映画
- 血文字屋敷（1962年11月11日、東映） - 町人
- 真田風雲録（1963年6月2日、東映） - 豪族
- 間諜（1964年、東映）
- 暗黒街シリーズ
- 日本侠客伝シリーズ （1965年、東映）
- 女番長シリーズ
- 徳川家康 （1965年、東映）
- 十一人の侍 （1967年、東映）
- 現代やくざ 血桜三兄弟 （1971年、東映）
- 関東テキヤ一家 浅草の代紋 （1971年） - 五味守男
- 女番長ブルース 牝蜂の挑戦 （1972年、東映）
- 日本暴力団 殺しの盃（1972年、東映） - 国友会組員
- 博奕打ち外伝（1972年、東映）
- 緋ぢりめん博徒 （1972年） - 鬼神の源蔵
- 仁義なき戦いシリーズ （東映）
  - 仁義なき戦い （1973年） - 着流しのやくざ（旅人）
  - 仁義なき戦い 広島死闘篇 （1973年） - 九州 竹原組若衆
  - 仁義なき戦い 代理戦争 （1973年） - 岩国 浜崎組組長浜崎四郎
  - 仁義なき戦い 頂上作戦 （1974年） - 呉 槇原組 吉倉周三
  - 仁義なき戦い 完結篇 （1974年） - 宇品 天政会参与 常岡元次
- 釜ヶ崎極道 （1973年）
- 山口組三代目 （1974年） - 小田久一
- まむしの兄弟 恐喝三億円 （1974年） - 刑事
- 現代任侠史 （1973年） - 松田組若衆
- 恐怖女子高校 不良悶絶グループ （1973年、東映）
- 殺人拳シリーズ （1974年、東映）
  - 激突! 殺人拳 - 牟田口の手下A
  - 殺人拳2 - 増田
  - 逆襲! 殺人拳 - 山根
- 学生やくざ （1974年） - 須崎
- 子連れ狼 地獄へ行くぞ! 大五郎 （1974年、東宝）
- 山口組外伝 九州進攻作戦 （1974年） - ヒットマン
- 三代目襲名 （1974年） - 荒政組子分
- 極道VS不良番長 （1974年、東映）
- 日本任侠道 激突篇（1975年、東映）
- 激突! 合気道 （1975年、東映） - 北海辰
- 県警対組織暴力（1975年、東映）
- 玉割り人ゆき（1975年、東映） - 私服刑事
- まむしと青大将 （1975年、東映） - 小柴
- 暴力金脈 （1975年、東映） - 総会屋
- 好色元禄(秘)物語（1975年、東映）
- 極道社長 （1975年、東映） - 刑事
- 強盗放火殺人囚 （1975年、東映）
- 実録外伝 大阪電撃作戦（1976年、東映） - 朴源昌
- 暴走パニック 大激突 （1976年、東映） - 若者
- 新仁義なき戦い 組長の首 （1976年、東映） - 囚人A
- 脱走遊戯 （1976年、東映） - 海南刑務所の看守 ※ノンクレジット
- 新仁義なき戦い 組長最後の日 （1976年、東映） - 坂本組 中原保明
- 戦後猟奇犯罪史（1976年、東映） - 黒丸警部
- 狂った野獣 （1976年、東映） - 北村
- やくざの墓場 くちなしの花 （1976年） - 楠本政春
- 徳川女刑罰絵巻 牛裂きの刑（1976年、東映）- 黒田帰門
- 広島仁義 人質奪回作戦 （1976年） - 井川周吉
- 沖縄やくざ戦争 （1976年、東映） - 島袋芳典
- バカ政ホラ政トッパ政 （1976年、東映）
- 夜明けの旗 松本治一郎伝（1976年、東映）
- やくざの墓場 くちなしの花 （1976年、東映）
- やくざ戦争 日本の首領 （1977年、東映） - 矢野
- 毒婦お伝と首斬り浅 （1977年、東映）
- 北陸代理戦争 （1977年、東映）
- ドーベルマン刑事 （1977年、東映） - 中谷隊長
- 日本の仁義 （1977年、東映）
- 恐竜・怪鳥の伝説 （1977年、東映）
- ピラニア軍団 ダボシャツの天 （1977年、東映）
- 日本の首領 野望篇 （1977年、東映）
- 柳生一族の陰謀 （1978年、東映） - 蓬髪
- 沖縄10年戦争 （1978年、東映） - 渡久地
- 日本の首領 完結篇 （1978年、東映）
- 冬の華 （1978年、東映） - 向井大介
- 赤穂城断絶 （1978年、東映） - 三崎道億
- 水戸黄門 （1978年、東映）
- その後の仁義なき戦い （1979年、東映） - 伊佐国夫
- 総長の首 （1979年、東映） - 大屋刑事
- 日本の黒幕 （1979年、東映） - 前嶋雄二
- 真田幸村の謀略 （1979年、東映）
- 影の軍団 服部半蔵 （1980年2月23日、東映） - 丸橋忠弥
- 徳川一族の崩壊 （1980年5月24日、東映） - 俵田雄太郎
- 忍者武芸帖 百地三太夫 （1980年、東映）
- さらば、わが友 実録大物死刑囚たち（1980年、東映）
- 戒厳令の夜（1980年、東宝）
- 魔界転生 （1981年、東映） - 安井藤兵衛
- 仕掛人梅安（1981年、東映） - 井坂権八郎
- 吼えろ鉄拳 （1981年、東映）
- 燃える勇者 （1981年、東映） - 林
- 鬼龍院花子の生涯 （1982年、東映）
- 道頓堀川 （1982年、松竹）
- 野獣刑事 （1982年、東映） - 庄司
- 制覇（1982年、東映） - 戸倉正邦
- 人生劇場 （1983年、東映）
- 竜二 （1983年、東映） - 関谷(飲み屋の主人)
- 二代目はクリスチャン （1985年、東宝 / 角川春樹事務所）
- 最後の博徒 （1985年、東映）
- 極道の妻たち （1986年、東映） - 堂本組若頭 柿沼辰郎
- 必殺! III 裏か表か（1986年、松竹 / ABC） - 留守居役
- 必殺4 恨みはらします（1987年、松竹 / ABC） - 目付役
- 極道の妻たちII （1987年、東映） - 元良国
- 花園の迷宮 （1988年、東映）
- 極道の妻たち 三代目姐（1989年、東映） - 坂西組幹部 ナガハマ
- 陽炎（1991年、バンダイ / 松竹）
- 首領になった男（1991年、東映/松プロダクション）
- 新極道の妻たち（1991年、東映） - 藤波組幹部 渡海一成
- 修羅の伝説（1992年、東映） - 小田一家幹部 杉本勝彦
- 民暴の帝王（1993年、東映）
- 第三の極道（1995年） - 長瀬
- 現代仁侠伝（1997年、東映） - 越川
- 極道の妻たち 決着（1998年、東映） - 名越組幹部 カイダ
- 極道の妻たち 死んで貰います（1999年） - 拝島組幹部
- 共犯者（1999年、東映） - 小野昭一
- 極道の妻たち リベンジ（2000年）
- 新・仁義なき戦い。（2000年、東映） - 池田順次

### Vシネマ
- カルロス（1991年）
- 難波金融伝ミナミの帝王7「銀次郎VS悪徳弁護士」（1995年） - 関谷
- 新・第三の極道8 腐敗官僚VS裏盃の軍団（1998年） - 極栄商事 郷原安男

### テレビ作品
- 新選組血風録 （NET / 東映） - 北添佶摩
  - 第1話「虎徹という名の剣」（1965年）
  - 第9話「池田屋騒動異聞」（1965年）
- われら九人の戦鬼 （1966年、NET / 東映） - 横川勘兵衛
- 俺は用心棒 第5話「紅さんご」（1967年、NET / 東映） - 水戸浪士・楠見
- 軍兵衛目安箱 第18話「流れ星の花」（1971年、NET / 東映）
- 遠山の金さん捕物帳（中村梅之助版）（東映、NET）
  - 第41話「それを見た女」（1971年） - 遊び人
  - 第80話「夢を見た男」（1972年） - 井上秀五郎
  - 第132話「白州で歌った男」（1973年）
  - 第146話「毒で出世する男」（1973年）
- 忍法かげろう斬り 第4話「くノ一の貞操」（1972年、KTV / 東映）
- 必殺シリーズ （ABC / 松竹）
  - 必殺仕掛人 第1話「仕掛けて仕損じなし」（1972年） - 大岩（高品格）の子分
  - 必殺仕事人 第59話「彫り技喜悦観音一刀斬り」（1980年） - 田島伝蔵
  - 必殺仕事人V
    - 第6話「りつ、減量する」（1985年） - 渡世人
    - 第24話「花屋の政 雷雨の中で闘う」（1985年） - 根岸左太夫

  - 必殺仕事人V・激闘編
    - 第1話「殺しの番号壱弐参」（1985年） - 片倉重兵衛
    - 第9話「せん、むこ殿をイビる」（1986年） - 神谷一徳
    - 第26話「主水、殺しに遅刻する」（1986年） - 神谷直邦

  - 必殺まっしぐら! 第5話「相手は仙台のワル家老」（1986年） - 小田切
  - 必殺仕事人V・風雲竜虎編 第11話「大江戸F.F.騒動!」（1987年） - 倉重信濃守
  - 必殺剣劇人
    - 第1話「寄らば斬るぞ!」（1987年） - 与力・岩崎
    - 第8話「あばよ!」（1987年） - 権三

  - 必殺スペシャル・春一番 仕事人、京都へ行く 闇討人の謎の首領!（1989年） - 榊原兵庫
  - 必殺スペシャル・秋! 仕事人vsオール江戸警察（1990年） - 同心・大塩
  - 必殺仕事人・激突! 第5話「弁天小僧のかんざし」（1991年） - 同心・橋本
- 隼人が来る 第10話「姫君の脱出」（1972年、CX / 東映）
- 大岡越前 (TBS / C.A.L)
  - 第3部 第31話「享保太平記（後篇）」（1973年1月15日）
  - 第4部 第19話「天下を盗る（前編）」（1975年2月10日）
  - 第6部 第15話「大岡越前を殺せ!」（1982年6月14日） - 吉兵衛の仔分
  - 第7部 第17話「脱走者を待つ女」（1983年8月15日） - 伝次
  - 第9部
    - 第13話「阿片暴いた鉄拳仁術」（1986年1月20日） - 地廻り
    - 第21話「盗賊を強請った男」（1986年3月17日） - 直助
    - 第24話「囮になった目撃者」（1986年4月7日） - 政吉

  - 第10部 第21話「狙われた赤ん坊」（1988年7月18日） - 須貝源八
  - 第11部
    - 第13話「南蛮お化け屋敷の謎」（1990年7月16日）
    - 第26話「めでためでたの大岡裁き」（1990年10月15日） - 徳造

  - 第12部
    - 第7話「妖女が嗤う世継ぎの謎」（1991年11月25日） - 田子曽兵衛
    - 第11話「娘が消えた化け物屋敷」（1991年12月23日） - 江藤

  - 第13部 第6話「泣き笑い恋の鞘当て」（1992年12月21日） - 寅七
  - 第14部
    - 第1話「大岡越前」（1996年6月17日） - 鮫八
    - 第17話「命を懸けた贋金探索」（1996年10月14日） - 寅吉

  - 第15部 第24話「冤罪」（1999年3月1日） - 治兵衛
- 長谷川伸シリーズ 第24話「刺青奇偶」（1973年、NET / 東映）
- 銭形平次 （CX / 東映）
  - 第277話「狼が死ぬとき」（1971年）- 黒木善兵ヱ
  - 第348話「初春押しかけ女房」（1973年）
  - 第355話「地獄を告げる鐘」（1973年） - 鬼堂
  - 第365話「星の降る夜に」（1973年） - 浪人
  - 第391話「うどんげの花」（1973年） - 薮坂郡兵衛
  - 第552話「包丁がらす」（1976年） - 魚屋
  - 第573話「誰がための命」（1977年） - 丑松
  - 第577話「女親分と五人の子供」（1977年） - 篠塚
  - 第649話「奇妙な誘拐」（1978年） - 鉄五郎
  - 第846話「証拠が消えた」（1983年）
- ご存知遠山の金さん（市川段四郎版）（NET、東映）
  - 第13話「ひょっとこお面がベソかいた」（1973年）
  - 第29話「謎の恋太鼓」（1974年）
- 斬り抜ける 第3話「お札くずれ」（1974年、ABC / 松竹） - 川野作次郎
- 影同心シリーズ（MBS / 東映）
  - 影同心（1975年）
    - 第7話「首狩り殺し節」 ‐ 北村万次郎
    - 第18話「濡れた女の殺し節」
    - 第21話「牢屋は極楽殺し節」 - 才市

  - 影同心II 第13話「（秘）進学塾甘い罠」（1976年） - 岡っ引き
- 遠山の金さん 杉良太郎版 （NET/東映）
  - 第1シリーズ 第30話「暗闇の銃声を消せ!!」（1976年）
  - 第1シリーズ 第33話「五色の手鞠を離すな!!」（1976年）
  - 第1シリーズ 第51話「夕陽に燃えた必殺剣」（1976年）
  - 第1シリーズ 第57話「ギヤマン飾りの女」（1976年）- 弁天一家 鮫造
  - 第2シリーズ 第15話「嘘つき小僧が飛んで来た！」（1979年） - 才次
- お耳役秘帳 第17話「お耳役狩り」（1976年、KTV / 歌舞伎座テレビ） - 重蔵
- 人魚亭異聞 無法街の素浪人 第21話「恐怖の狙撃銃」（1976年、NET / 三船プロ） - 桑原仁蔵
- 前略おふくろ様 第2シリーズ 第5話（1976年、NTV） - 男
- 桃太郎侍 （NTV / 東映）
  - 第6話「お鶴が渡る隅田川」（1976年） - 壷振り
  - 第40話「男ごころの茶碗酒」（1977年）
  - 第48話「昌平坂に消えた夢」（1977年） - 捨八
  - 第112話「紅い花散る地獄旅」（1978年） - 高木要蔵
  - 第142話「瓦版修業は命がけ」（1979年） - 吉川玄蕃
  - 第157話「分家よろず養生指南」（1979年） - 飯田主膳
  - 第189話「走れ！お江戸の一番纒」（1980年） - 高坂
  - 第205話「鬼より恐い母がいる」（1980年） - 戸村十兵衛
  - 第226話「エレキを食った鬼二匹」（1981年） - 北村
  - 第255話「お化け長屋の御隠居さん」（1981年） - 荒木
  - （テレビ朝日版）
  - 「桃太郎侍　狙われた将軍の首 帰って来た桃太郎、小田原－江戸－日光で怒りの鬼退治!」（1992年）
  - 「桃太郎侍II　危うし!八百万石　闇将軍の陰謀と四人の美女 桃太郎、江戸―名古屋―京で怒りの鬼退治!!」（1993年）
- 水戸黄門（TBS / C.A.L）
  - 第6部 第3話「よみがえった男 -人吉-」（1975年4月14日） - 門番
  - 第8部
    - 第2話「駕籠屋になった助さん格さん -川崎-」（1977年7月25日） - 駕籠岩の小頭
    - 第6話「自慢高慢馬鹿のうち -駿府-」（1977年8月22日） - 源太
    - 第19話「人情灘の生一本 -兵庫-」（1977年11月21日） - 浪人

  - 第10部 第12話「身ぐるみ剥がれた御老公 -津-」（1979年10月29日）- 常次
  - 第12部 第10話「殴られた黄門様 -伏見-」（1981年11月2日） - 文七
  - 第14部
    - 第17話「天下無敵の女棋士 -天童-」（1984年2月20日） - 安次
    - 第27話「殿様を泣かせた娘 -勝山-」（1984年4月30日） - 勘次
    - 第34話「葵を盗んだドジな奴 -赤穂-」（1984年6月18日） - 寅次

  - 第15部
    - 第3話「偽黄門になった黄門様 -伊予-」（1985年2月11日）- 六蔵
    - 第6話「御存知 黄門一座の大芝居 -別府-」（1985年3月4日）- 長次
    - 第15話「願い叶えた鯉のぼり -大竹-」（1985年5月6日） - 北条一家子分
    - 第30話「男度胸の木曽節仁義 -木曽福島-」（1985年8月19日） - 熊造一家子分
    - 第39話「野望砕いた江戸城の対決 -江戸-」（1985年10月21日） - 寅五郎の子分

  - 第16部
    - 第6話「敵と呼ばれた助三郎 -島田-」（1986年6月2日） - 三造の子分
    - 第12話「京人形に賭けた芸妓の意地 -京-」（1986年7月14日） - 軍次
    - 第14話「銃が知ってた血染めの罠 -彦根-」（1986年7月28日） - 浪人
    - 第34話「恐怖の隠密狩り -二本松-」（1986年12月15日） - 峰石弥源太

  - 第18部
    - 第2話「御老公爆殺指令! -佐倉-」（1988年9月19日） - 常八
    - 第12話「非情の猿面暗殺団 -彦根-」（1988年11月28日） - 虚無僧
    - 第25話「無念晴らす献上絞 -鳴海-」（1989年3月6日） - 用心棒

  - 第19部
    - 第5話「謎の剣士! 烏天狗 -中村-」（1989年10月23日） - 時造
    - 第26話「仇討ち小諸馬子唄 -小諸-」（1990年3月26日） - 巳之吉

  - 第20部
    - 第11話「陰謀渦巻く高松城 -高松-」（1991年1月21日） - 鬼頭
    - 第20話「弥七を狙う女 -八代-」（1991年3月25日） - 加賀
    - 第38話「呑ん兵衛医者の秘密 -酒田-」（1991年7月29日） - 佐竹
    - 第44話「涙で染めた紅花紬 -山形-」（1991年9月9日） - 留吉

  - 第21部 第8話「河豚に当った黄門様 -長府-」（1992年5月25日） - 儀平
  - 第22部
    - 第11話「弟思いのあほんだら兄貴 -大坂-」（1993年7月26日） - 丑蔵
    - 第22話「出雲の蕎麦は恋の味 -出雲-」（1993年10月11日） - 権太
    - 第25話「夢の中で若旦那 -鳥取-」（1993年11月1日） - 黒部弥太夫

  - 第23部
    - 第15話「格さんは偽りの夫 -小浜-」（1994年11月14日） - 峰三
    - 第35話「悪を狙う謎の虚無僧 -彦根-」（1995年4月10日） - 虎松

  - 第24部
    - 第9話「母を慕う馬子唄哀し -徳島-」（1995年11月13日） - 佐山
    - 第18話「銘酒の里の悪退治 -柳井-」（1996年1月22日） - 伊佐次
    - 第30話「欲望渦巻くお留山 -秋田-」（1996年4月22日） - 山役頭

  - 第25部
    - 第11話「陰謀渦巻く淡路島-洲本-」（1997年3月3日） - 井関久造
    - 第27話「父を殺した男の真実-高田-」（1997年6月30日）- 和崎門十郎

  - 第26部
    - 第17話「献上硯の腕比べ-長府-」（1998年6月8日） - 疾風の杢造
    - 第23話「京の都に恋の花-京都-」（1998年7月20日）- 山根平蔵

  - 第27部
    - 第8話「黄門様はニセ黄門!?-横手-」（1999年5月10日） - 金次
    - 第29話「不良娘が流した涙-行田-」（1999年10月11日）- 都築仙八郎

  - 第28部 第16話「恐れ入ったか!お茶壺道中」（2000年7月3日） - 北原主膳
  - 第29部 第1話「将軍が最も恐れた男 -江戸-」（2001年4月2日） - 土屋左京
  - 第30部
    - 第6話「酔いどれ親父の北国に春 -盛岡-」（2002年2月11日）- 益蔵
    - 第21話「遊女が狙った異人館 -長崎-」（2002年6月3日） - 五郎兵衛

  - 第31部
    - 第10話「ドカーンと一発悪退治 -大和-」（2002年12月16日） - 役人頭
    - 第22話「陰謀渦巻く福岡城 -下関・博多-」（2003年3月24日） - 刺客

  - 第32部
    - 第1話「百万石への旅立ち -江戸-」（2003年7月28日） - 源次
    - 第17話「老公を叱った娘漁師 -磐城-」（2003年12月8日） - 万田

  - 1000回記念スペシャル（2003年12月15日） - 関屋伊兵衛
  - 第33部 第9話「痛快!チビッコの悪退治 -高知-」（2004年6月14日） - 黒潮の鉄五郎
  - 第34部 第10話「塩の道は絶体絶命! -花輪-」（2005年3月14日） - 赤鬼の熊五郎
  - 第35部 「謎の美女の危険な賭け -高知-」（2005年10月24日） - うつぼの岩蔵
  - 第36部 第3話「手抜き普請の悪退治 -善光寺-」（2006年8月7日） - 百足の源三
  - 第37部 第2話「赤城の山はカカア天下 -前橋-」（2007年4月16日） - 虎蔵
- 金曜ドラマ / あにき （1977年、TBS系） - 岩谷茂
- 特捜最前線 第52話「羽田発・犯罪専用便329!」（1978年、ANB / 東映）
- 浮浪雲（1978年、テレビ朝日 / 石原プロ） - 文治
- 柳生一族の陰謀 （KTV / 東映）
  - 第3話「駿府の黒い影」（1978年）
  - 第19話「髪の罠」（1979年） - 工藤市之進
  - 第34話「やわ肌の秘密」（1979年） - 浪人蜘蛛
- 大都会 PARTIII 第25話「通り魔」（1979年、NTV / 石原プロ） - 白石卓次
- 長七郎天下ご免!
  - 第12話「起て!魚河岸の暴れん坊」（1980年） - 沢村重四郎
  - 第22話「錆びた十手が輝いた!」（1980年） - 大賀陣内
  - 第33話「恋三味線に罠を張れ!」（1980年） - 青柳弥四郎
  - 第66話「乾杯!げんこつ医者」（1981年） - 九鬼坂荘左衛門
  - 第75話「女の罠のうらおもて」（1981年） - 兼吉
  - 第81話「頑張れ!日本橋の福の神」（1981年） - 時造
  - 第90話「参上!薪割り剣法」（1981年） - 黒崎
  - 第98話「さすらい父子（おやこ）の朝焼け街道」（1981年） - 氷室小四郎
- 影の軍団シリーズ （KTV / 東映）
  - 服部半蔵 影の軍団 （1980年）
    - 第1話「虎は嵐に爪をとぐ」 - 同心
    - 第11話「花嫁と暗殺の鬼」 - 諸住玄馬
    - 第20話「私は殺される!」 - 甲賀小頭・村井道節

  - 影の軍団II
    - 第14話「闇にきらめく美女」（1982年）-近江の小弥太
    - 第22話「甲賀忍法・必殺の賭け」（1982年）- 梅吉

  - 影の軍団IV 第5話「妖精は三度殺られる」（1985年） - 近藤小弥太
- 土曜ワイド劇場
  - 京舞妓殺人事件恐怖の浮気出張 （1980年、ABC / 東映） - 大谷警部
  - 映画村殺人事件愛の邪魔者を消せ！ （1980年、ABC / 東映） - 刑事
- 大河ドラマ / 獅子の時代 （1980年、NHK） - 看守・田川
- 西部警察 第13話「大門危機一発」（1980年、ANB / 石原プロ） - 矢藤興業幹部・岩城
- 柳生あばれ旅シリーズ （ANB / 東映）
  - 柳生あばれ旅 第21話「呪いの恋太鼓」（1981年） - 万吉
  - 柳生十兵衛あばれ旅 第17話「引き裂かれた母と娘」（1983年）
- 暴れん坊将軍シリーズ （ANB / 東映）
  - 吉宗評判記 暴れん坊将軍
    - 第56話「春の淡雪に消えた男」（1979年） - 荻原清兵衛
    - 第59話「賭けた命が纏に燃える」（1979年） - 河原右京
    - 第85話「富士が見ていたあばれ槍」（1979年） - 水野左源太
    - 第100話「天下御免のにせ將軍」（1980年） - 石井
    - 第113話「どうにも止まらなかった男」（1980年） - 長尾
    - 第127話「狼の里に罠を張れ!」（1980年） - 桜井主水正
    - 第146話「ああ! 成敗涙あり」（1981年） - 十時
    - 第187話「天下御免! 虚無僧変化」（1981年） - 浪人
    - 第201話「酔いどれ十手一番手柄」（1982年） - 銀蔵

  - 暴れん坊将軍II
    - 第6話「絵文字が告げた吉宗暗殺」（1983年） - 戸沢左文次
    - 第38話「激突! みちのく"将軍狩り"!!」（1983年） - 鹿蔵
    - 第60話「易者新さん 二万両の夢占い!」（1984年） - 佐々木
    - 第80話「黒髪の刺客 吉宗を狙え!」（1984年） - 大原
    - 第110話「妹よ! この兄に罪ありや」（1985年） - 鬼堂一八
    - 第127話「女の聖域 駆込寺無情!」（1985年） - 山賀
    - 第150話「吉宗危うし、消えた御神刀!」（1986年） - 赤城
    - 第156話「吉宗婚約 五郎左は家出!?」（1986年） - 青木孫九郎
    - 第169話「哀しい夜明けを待つ女!」（1986年） - 五郎蔵
    - 第191話「大暴れ! しばし名残りの二人旅」（1987年） - 不動院龍玄

  - 暴れん坊将軍III
    - 第12話「絵草紙からくり心中」（1988年） - 宇三郎
    - 第38話「さまよう鬼女の面」（1988年） - 竜神の三右衛門
    - 第53話「あぶな絵の皿を追え」（1989年） - 黒木刑部
    - 第67話「め組の結婚騒動!」（1989年） - 青木啓蔵
    - 第69話「おんなとおとこの夢芝居」（1989年） - 江藤武太夫
    - 第82話「隠密、二十年目に帰る」（1989年） - 宅間一心
    - 第101話「新之助が愛した女」（1990年） - 山森猪十郎
    - 第114話「愛しのわらべよ、荒海が泣く!」（1990年） - 山崎右一

  - 暴れん坊将軍IV
    - 第1話SP「ご生母、謎の失踪! 吉宗、江戸城決戦春一番!!」（1991年）- 一色藩の忍び
    - 第18話「鬼を退治の夫婦饅頭」（1991年） - 小林半兵衛
    - 第39話「乙女の祈りお手つき志願!?」（1992年） - 岡部半兵
    - 第41話「天下一の夢を売る男」（1992年） - 大谷伝九郎
    - 第57話「恋いちど! にごりえの女」（1992年） - 松原金吾
    - 第67話「三年目の新妻化粧!」（1992年） - 能勢小平次

  - 暴れん坊将軍V
    - スペシャル「大雪原の血煙り、吉宗を愛した復讐鬼!」（1993年） - 中込軍太夫
    - 第12話「二人妻の用心棒」（1993年） - 桧山栄之進
    - 第31話「空を飛んだ米相場」（1993年） - 六蔵
    - 第38話「風雪! 子連れ母唄」（1994年） - 権次

  - 暴れん坊将軍VI
    - 第4話「吉宗、まさかの新妻道中」（1994年） - 唐木伝八郎
    - 第17話「人参に咲いた花祝言」（1995年） - 小野
    - 第26話「吉宗、見参! 女剣士の挑戦状」（1995年） - 柿沼大膳
    - 第36話「鬼同心が泣いた夢」（1995年） - 島岡源之介

  - 暴れん坊将軍VII 第3話「母恋し! がまん涙の夢枕」（1996年） - 御子上大膳
  - 暴れん坊将軍VIII
    - 第1話「登場! 吉宗を振った女」（1997年） - 大垣
    - 第13話「欲望のくし 美しき人妻の苦悩」（1997年） - 浦田平四郎

  - 暴れん坊将軍IX
    - 第5話「熱くてたまらない! 将軍に惚れた若後家」（1998年） - 黒岩
    - 第27話「宿命の絆 わが子に一目逢いたい!」（1999年） - 大柴
    - 第35話「大岡越前失脚!?誘拐された恋女房」（1999年） - 大前屋伝左衛門

  - 暴れん坊将軍X 第13話「肝っ玉おっ母ァ危機一髪! 偽金作りの人質は初孫」（2000年） - 恵比寿屋茂左衛門
  - 暴れん坊将軍XI 第6話「お杏が殺した男!?」（2001年） - 秋葉屋
  - 暴れん坊将軍XII 第6話「怪盗キツネ小僧! 裏切られた幼な心!!」 - 武蔵屋利兵衛
- 源九郎旅日記 葵の暴れん坊 第3話「港祭りの闇を斬れ!」（1982年、ANB / 東映） - 土屋主水
- 遠山の金さん（ANB / 東映）
  - 第1シリーズ
    - 第16話「地獄をのぞいた犬と少年!」（1982年）
    - 第22話「夕陽の渡世人! 子連れ旅でござんす」（1982年）- 音松
    - 第32話「悪徳与力に狙われた若妻!」（1982年）- 半吉
    - 第39話「女賞金稼ぎ! 鬼薊のおりん」（1983年）
    - 第52話「愛の十字路・暗黒街の女」（1983年）
    - 第65話「二つの顔の女・緋牡丹おりん!」（1983年）
    - 第80話「十六夜殺人・悪夢をみた女!」（1983年）- 狩谷伊十郎
    - 第94話「女豹が狙った42人の大スリ軍団!」（1984年）
    - 第111話「夜霧に消えた南蜜首飾りの女!」（1984年）
    - 第130話「喪服の女に忍び寄る赤い罠!」（1985年）
    - 第139話「紫水晶の女! NAGASAKIへ愛」（1985年）
    - 第146話「愛しの悪女・唇に紅は無用!」（1985年）- 茂造

  - 第2シリーズ
    - 第11話「女の斗い・守ってみせます晴舞台!」（1986年）- 辰五郎
    - 第23話「さらば愛しき夫よ!」（1986年）
    - 第36話「惚れられたのが地獄だった!」（1986年）- 岩松
- 松平右近事件帳（1982年-1983年、NTV / ユニオン映画）
  - 第5話「大当たり千両くじ」 - 田城
  - 第24話「鶴亀情話」 - 仙場
  - 第42話「女賊稲妻お松」 - 政造
- 新・松平右近 第1話「稲荷小路に春が来た!」（1983年）- 坂部庄九郎
- 時代劇スペシャル
  - 隠密くずれ（1981年、CX / 東映）
  - 隠密くずれ 「地獄の子守唄」（1982年、CX / 東映）
  - 闇の傀儡師（1982年、CX / 東映）
  - 隠密くずれ 「消えた大名行列」（1983年、CX / 東映）
  - 秘境黄金谷の決闘（1983年、CX / 東映）
  - くノ一忠臣蔵 （1983年、CX / 東映）
- 京都マル秘指令　ザ新選組 第6話「脅迫6　娘を人間大文字焼きにするぞ!」（1984年、ABC / 松竹）
- 弐十手物語 第1話「狼と鶴」（1984年、CX / 東映）
- 長七郎江戸日記シリーズ （NTV / ユニオン映画）
  - 第1シリーズ
    - 第11話「風流浮世絵崩し」（1983年12月27日） - 浪人
    - 第27話「仇花、風に舞う」（1984年6月5日） - 脇坂
    - SP6「風雲!旗本奴と町奴」（1986年4月1日） - 乾又九郎
    - 第117話「名君、会津に入る」（1986年12月16日） - 鬼丸軍太夫

  - 第2シリーズ
    - 第17話「夫婦飛脚・恋の綱引」（1988年6月14日） - 浜田紋十郎
    - 第35話「牛吉の純情」（1988年12月13日） - 笠次郎
    - 第43話「弟よ、小蝶涙舞い」（1989年2月21日） - 手島幸蔵
    - 第53話「下総一ノ瀬変り桝」（1989年6月20日） - 佐伯

  - 第3シリーズ
    - 第19話「金十両が厄となる」（1991年3月5日） - 荒木小十郎
    - 第36話「鳴き砂」（1991年8月） - 加納
- 風雲江戸城 怒涛の将軍徳川家光（1987年、TX / 東映） - 鳥井左近次
- 江戸を斬る（TBS / C.A.L）
  - 江戸を斬るVII
    - 第1話・第2話「桜吹雪が悪を裁つ」（1987年） - 伊豆屋用心棒
    - 第11話「お京誘拐御用旅」（1987年） - 吉次
    - 第17話「闇を走る暗殺集団」（1987年） - 才三

  - 江戸を斬るVIII 第3話「悪が群がる地獄島」（1994年） - 播磨
- 若大将天下ご免! （ANB / 東映）
  - 第13話「お空が眩しいジャジャ馬娘!」（1987年） - 伊平
  - 第26話「浮かれ芸者の泣き踊り!」（1987年） - 神崎東吾
  - 第36話「色ぼけ欲ぼけ地獄みち」（1987年） - 鬼松
- 三匹が斬る! シリーズ（ANB / 東映）
  - 三匹が斬る!
    - 第1話「十萬両! ここが名代の浮世風呂」（1987年） - 留
    - 第10話「湯の里は、地鳴り剣鳴り腹も鳴る」（1987年） - 熊蔵の子分

  - 続・三匹が斬る! 第8話「消えた夫、無礼講祭りに来た女」（1989年） - 竜五郎
  - 続続・三匹が斬る! 第4話「壺が割れ、正体見えた逃亡者」（1990年） - 郡代・村川忠孝
  - また又・三匹が斬る!
    - 第1話「姫君の御毒見役、三匹参上!」（1991年） - 逸学
    - 第12話「幻の狐の嫁入り見て死んだ」（1991年） - 戸上大膳

  - 新・三匹が斬る! 第1話(SP)「懸賞首、三つ揃って夢道中」（1992年） - 伊勢屋喜兵衛
  - ニュー・三匹が斬る!（1994年）第4話「先乗り源五、素っ首賭けた不義密通」
  - 痛快・三匹が斬る!（1995年）第9話「夢か現か?千石と駆け落ち美女」
  - リニューアル版（2002年）第10話「舞い戻った色男!! 浜名湖は恋と花火と蒲焼の味!!」
- 京都サスペンス / 京都の祭りに人が死ぬ・鞍馬の火祭 （1988年、KTV / 東映）
- 名奉行 遠山の金さん（ANB / 東映）
  - 第1シリーズ（1988年） - 捨丸
  - 第2シリーズ 第14話「お目付け桜と姥ざくら」（1989年） - 竜源検校
  - 第3シリーズ
    - SP2「大陰謀! 天下分け目の桜吹雪」（1990年） - 百蔵
    - SP3「江戸は燃えているか! 加賀百万石の陰謀」（1990年） - 百蔵
    - SP4「美女の陰謀! 関八州あばれ旅」（1990年） - 百蔵

  - 第4シリーズ
    - 第1話「覗かれた尼寺」（1991年） - 月之丞
    - 第24話「百両の夢!殺しの美人くらべ」（1992年） - 辰吉

  - 第5シリーズ
    - 第6話「涙の仇討!二度裏切られた女」（1993年） - 橘屋源蔵
    - 第16話「獄門台から逃れた男と女」（1993年） - 矢助
    - 第31話「帰ってきた暴れん坊」（1993年） - 小助

  - 第6シリーズ
    - 第5話「仕舞い湯の男」（1994年） - 磯吉
    - 第15話「女説教強盗の復讐」（1994年） - 万造

  - 第7シリーズ
    - 第4話「妖怪現わる! 標的は遠山桜」（1995年） - 国崎主水
    - 第13話「江戸の復顔術 姉と妹の手毬唄」（1996年） - 政五郎

  - 第8シリーズ（遠山の金さんVS女ねずみ）
    - 第1話「八百八町に連続放火魔」（1997年） - 寅平
    - 第19話「笑う真犯人 裏切られた金四郎」（1997年） - 駿河屋利兵衛

  - 第9シリーズ（金さんVS女ねずみ）
    - 第３話「不倫! 顔のない誘拐犯」（1998年） - 秋造
    - 第11話「奉行の母! 長崎の秘密」（1998年） - 笠間玄内
- 鬼平犯科帳 （CX / 松竹）
  - 第1シリーズ 第5話「血闘」（1989年） - 三井伝七郎
  - 第3シリーズ 第19話「密偵たちの宴」（1992年） - 大崎重五郎
  - 第4シリーズ 第18話「おとし穴」（1993年） - 夜鴉の勘兵衛
- 八百八町夢日記 （NTV / ユニオン映画）
  - 第1シリーズ 第2話「命を賭けて」（1989年）
  - 第2シリーズ 第30話「殿様は盗っ人上り」（1992年） - 飯田平蔵
- 付き馬屋おえん事件帳 第1シリーズ 第11話「取り立て無用におじゃりまする」（1990年、TX / 松竹） - 室戸官兵衛
- お江戸捕物日記 照姫七変化 最終話「天下御免の夢舞台」（1990年、CX / 東映） - 奥村又八郎
- 江戸中町奉行所 第1話「裁きは無用!」（1990年、TX / 松竹） - 雁金の辰蔵
- 将軍家光忍び旅（テレビ朝日）
  - パート1（1990年 - 1991年）
    - 第2話「父ちゃんの海を返せ!」 - 牛松
    - 第10話「陰謀渦巻く駿府城家光を狙う死の釣天井（2時間SP）」 - 袈裟次

  - パート2 （1992年 - 1993年）
    - 第1話「暗雲ただよう中山道! 家光を狙う妖しい美女と謎の黒幕! （2時間SP）」 - 磯之介
    - 第12話「信濃路慕情、男の意地が燃えるとき!」 - 小沢源之丞
- あばれ八州御用旅 （TX / ユニオン映画）
  - 第1シリーズ 第1話「国定忠治を斬れ!」（1990年） - 猪之吉
  - 第2シリーズ 第20話「女渡世人 緋牡丹お絹」（1991年） - 犬神の紋次
  - 第3シリーズ 第12話「清水次郎長を叩っ斬れ!」（1992年） - 島田十蔵
  - 第4シリーズ 第8話「消えた八千両 悲しい女の夢芝居」（1994年）- 侍勘兵衛
- 次郎長三国志（1991年、TX / 松竹） - 赤鬼の金平
- 四匹の用心棒 (4) かかし半兵衛ひとり旅 (1992年、ANB / 東映) - 川人足の親分
- 銭形平次 （CX / 東映）
  - 第2シリーズ 第8話「幻の二万両」（1992年）
  - 第3シリーズ 第4話「炎の記憶」（1993年）
  - 第3シリーズ 第14話「死の花嫁衣裳」（1993年）
  - 第4シリーズ 第3話「呪われた女」（1994年）
  - 第7シリーズ 第4話「残酷な遺言」（1998年）
- 半七捕物帳 第13話「氷雨の女」（1993年、NTV / ユニオン映画） - 関口陣内
- 喧嘩屋右近 （TX / 松竹）
  - 第2シリーズ 第8話「当たるも八卦、当たらぬも八卦」（1993年）
  - 第3シリーズ 第11話「二人のお千代に手を出すな」（1994年）
- 松本清張の異変街道 （1993年、CX） - 勘助
- 殿さま風来坊隠れ旅 第15話「初恋探し・宗太郎おんな道中」（1994年、ANB / 東映）
- 江戸の用心棒 第23話「怒りの父子十手」（1995年、NTV / ユニオン映画） - 小平次
- あばれ医者嵐山 第4話「縁切り寺の女」（1995年、TX / ユニオン映画）
- 江戸の用心棒II 第8話「髪結いの亭主で候」（1995年、NTV / ユニオン映画） - 赤不動の増蔵
- 月曜ドラマスペシャル / 一色京太郎事件ノート3 京都鞍馬貴船川殺人事件 （1996年、TBS / オフィス・ヘンミ） - 石倉
- 御家人斬九郎 第2シリーズ 第6話「仕官の罠」（1997年、CX / 映像京都） - 金蔵
- 隠密奉行朝比奈 第1シリーズ 第6話「越前竹人形の秘密」（1998年）- 島尾大次郎
- 新春12時間超ワイドドラマ / 赤穂浪士 （1999年、TX / 東映）
- 南町奉行事件帖 怒れ!求馬II 第10話「江戸から米が消えた!」（2000年、TBS / C.A.L） - 上方の用心棒
- 大江戸を駈ける! 第4話「師走の目撃者 -両国-」（2000年、TBS / C.A.L） - 望月十蔵
- 八丁堀の七人第1シリーズ 第8話「息子に裁かれた女! 命をかけた母の嘘」（2000年） - 木曽屋
- オヤジ探偵 第1シリーズ 第6話「銃弾の復讐!狙われた女刑事」（2001年、ANB / 東映） - 捜査課長
- 京都迷宮案内（ANB / 東映）
  - 第3シリーズ 第7話「第7話「利用された父子の絆！老舗料亭に潜む罠!!」（2001年） - 槌田（料亭「桜花亭」番頭）
  - 第4シリーズ 第9話「偽名の女、短歌に秘められた三角関係!」（2002年）
- 盤嶽の一生 第4話「みちづれ」（2002年、CX） ‐ 民五郎
- おみやさん 第4シリーズ 第9話「嵯峨野に消えた夫!取調室で高笑いする女」（2005年、EX） - 京都府鴨川西署刑事